# Slaget vid Arras (1917)
Slaget vid Arras var en offensiv av det Brittiska imperiet under första världskriget mellan 9 april och 16 maj 1917. Brittiska, kanadensiska och australiska trupper attackerade tyska skyttegravar nära den franska staden Arras. Målet med offensiven var att dra bort styrkor från floden Aisne, där andra slaget vid Aisne började den 16 april. Slaget var en framgång sett som en avledningsmanöver eftersom tyskarna tvingades skicka förstärkningar till området kring Arras.
Något överraskande, givet offensivens avledningskaraktär, resulterade de första dagarnas strider i viktiga strategiska vinster för de allierade. Mest utmärkande är Canadian Corps intagande av Vimy-åsen och avancemanget brittiska trupper gjorde öster om Arras. Emellertid lyckades inte de brittiska och kanadensiska styrkorna åstadkomma ett totalt genombrott i de tyska linjerna och offensiven avslutades i mitten av april.
Mindre, lokala strider pågick till mitten av maj för att säkra markvinsterna och för att skydda flankerna på den utbuktning som skapats. Dessa senare strider var för det mesta framgångsrika men ledde till stora förluster för små territorievinster. När slaget officiellt slutade den 16 maj hade britterna gjort stora framsteg, men de hade inte kunnat åstadkomma något genombrott. Fronten återgick till det dödläge som karakteriserade största delen av kriget.

## Bakgrund
Fransmännen och britterna hade planerat ett anfall våren 1917, men två utvecklingar ändrade planerna. För det första hade Ryssland nekat till att delta i en samtidig offensiv, vilket innebar att den planerade två-frontsoffensiven skulle reduceras till ett franskt anfall vid floden Aisne. För det andra hade den tyska armén börjat retirera till befästa positioner längs Hindenburglinjen och därmed ändrades de taktiska förutsättningarna för den franska offensiven. De franska trupperna kunde avancera på det planerade anfallsområdet och det förekom diskussioner om offensiven skulle genomföras överhuvudtaget. Politisk oro i Frankrike gjorde att den sittande regeringen desperat behövde en stor seger för att undvika civila oroligheter, men britterna var tveksamma till ett anfall med tanke på den förändrade taktiska situationen. Men i ett möte med David Lloyd George lyckades den franske befälhavaren general Nivelle att övertala den brittiske premiärministern att med ett avledande anfall från britterna kunde den franska offensiven lyckas. Man kom överens om att det franska anfallet skulle börja i mitten av april och avledningsanfall i Arras-sektorn ett vecka tidigare.
Den brittiska offensiven var välplanerad och man använde lärdomarna från Somme-offensiven föregående sommar. Istället för att anfalla på bred front skulle hela artilleriet koncentreras på en relativt smal front på 40 km och trupperna skulle avancera i etapper där enheterna avancerade förbi varandra för att ge tid åt att befästa sin position och omgrupperingar. Tre större brittiska formationer fanns samlade i Arras-sektorn och enheter från dessa skulle spela en viktig roll i anfallet. Dessa formationer var: 1:a armén under Horne, 3:e armén under Allenby, 5:e armén under Gough och alla dessa stod under befäl av general Haig. På den tyska sidan fanns två formationer, den 6:e armén under von Falkenhausen och den 2:a armén under von der Marvitz.

## Inledande anfall
Den 4 april började det brittiska artilleriet ett ihållande bombardemang av de tyska positionerna i området kring Arras. De använde nästan 2,7 miljoner granater på en 40 km lång front, över en miljon fler än vad som hade använt vid Somme. Under de sista tio timmarnas bombardemang användes gasgranater.
Anfallet hade ursprungligen planerats till morgonen den 8 april (påskdagen), men sköts upp 24 timmar på fransmännens begäran, trots det relativt fina vädret i anfallssektorn. På morgonen den 9 april hade det börjat snöa, truppförflyttningar hindrades av stora drivor och sikten på slagfältet var mycket dålig. Icke desto mindre började offensiven klockan 05:30.

### Första slaget vid Scarpe
Det största brittiska anfallet den första dagen sattes in öster om Arras, där 12:e divisionen attackerade observationshöjden norr om Arras–Cambrai-vägen. Efter att ha uppnått detta målet fortsatte de mot Feuchy och de andra och tredje linjerna av de tyska skyttegravarna. Samtidigt började enheter ur 3:e divisionen ett anfall söder om vägen med huvudmålet djävulsskogen, Tilloy lés Mofflains, och Bois de Boeufs. Huvudmålet med dessa anfall var Monchyriegel, en skyttegrav som gick mellan Wancourt och Feuchy och som var en viktig del av det tyska försvaret. De flesta av målen hade nåtts kvällen den 10 april, men tyskarna höll fortfarande en stor del av skyttegravarna mellan Wancourt och Feuchy, särskilt i närheten av den befästa byn Neuville-Vitasse. Nästa dag kunde 56:e divisionen driva ut tyskarna från byn, men Monchyriegel var inte i britternas händer förrän några dagar senare. Britterna kunde befästa sina intagna områden och fortsätta framåt mot Monchy le Preux, där de led stora förluster i striderna kring byn.
En anledning till den lyckade offensiven var den tyske befälhavaren von Falkenhausens misslyckande att använda Ludendorffs nya innovation, det "elastiska försvaret". Fienden skulle tillåtas göra framryckningar så att deras kommunikationslinjer sträcktes ut. Reserver som fanns nära slagfältet skulle sättas in när det inledande anfallet hade stannat av och före förstärkningar kunde sättas in. Försvararna kunde då genomföra ett motanfall och återta det förlorade territoriet. Men i denna sektor hade von Falkenhausen sina reserver för långt från fronten, vilket gjorde att de inte kunde sättas in i tid för ett lyckat motanfall varken den 10 eller 11 april. Då Ludendorff upptäckte att en av anledningarna till den brittiska framgången låg hos hans egna befälhavare, sparkade han flera av dem, inklusive von Falkenhausen.

### Slaget om Vimy-åsen

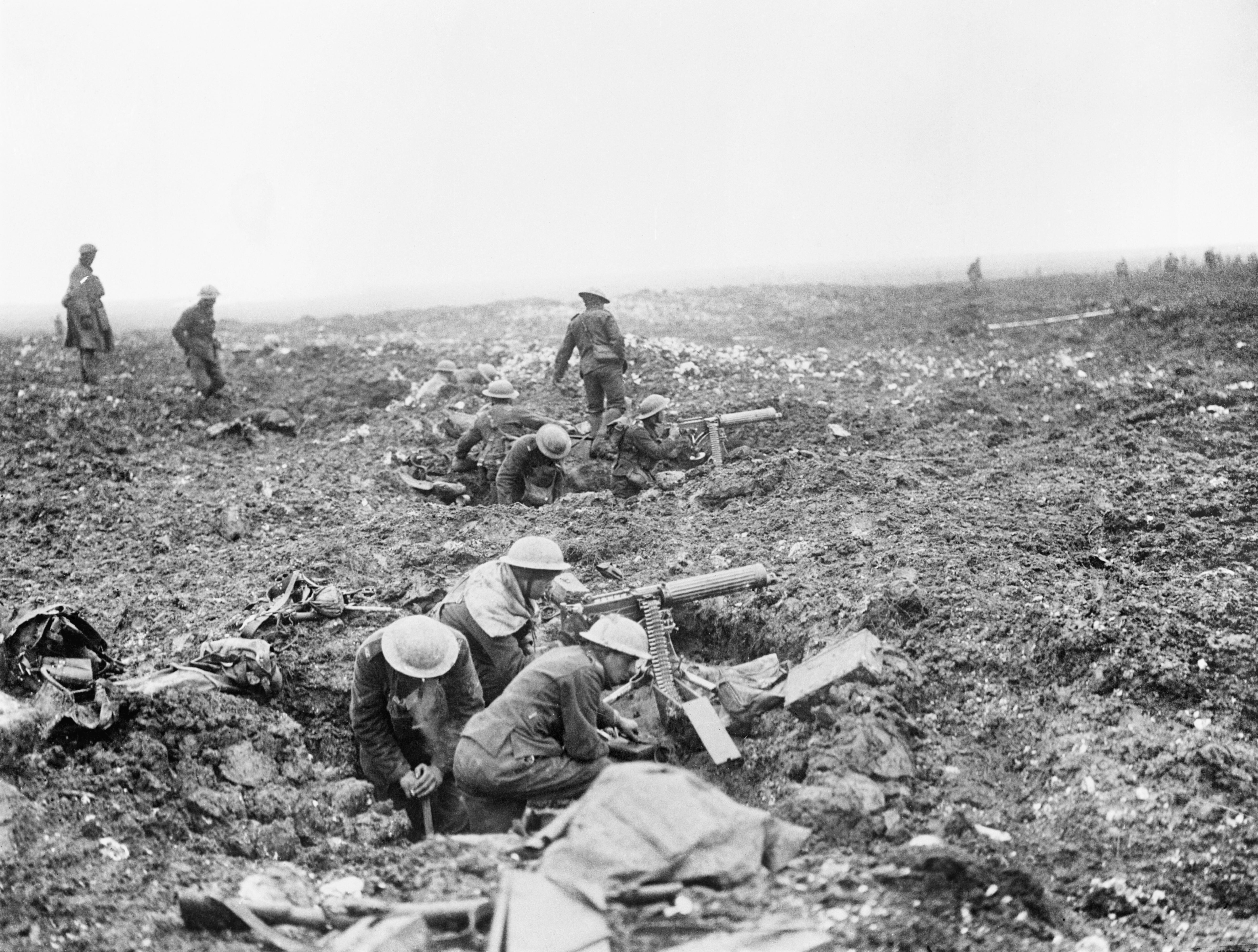
Kanadensisk kulsprutegrupp vid Vimy-åsen.

Vid ungefär samma tid, i den kanske mest välplanerade delen av offensiven, inledde Canadian Corps ett anfall mot Vimy-åsen. De avancerade bakom en rullande artillerield och använde flitigt kulsprute-eld, de hade 80 stycken i varje brigad inklusive en Lewiskulspruta i varje pluton. Kåren ryckte fram omkring 4 km in på tyskt område och intog toppen av åsen omkring klockan 13.00. Många militärhistoriker har angett noggrann planering av kårens befälhavare Arthur Currie, väl utbildade soldater och att varje pluton fick ett speciellt mål som anledningar till framgången. Istället för ett allmänt uppdrag att inta åsen, fick varje enhet ett specifikt uppdrag och lärde noga in det. Detta gjorde att mindre enheter kunde avancera även om officerare dödades eller om kommunikationen bröt samman, därigenom kunde de undvika två av de stora problemen i striderna på västfronten.

### Första slaget vid Bullecourt
Söder om Arras skulle enligt planen den 62:a brittiska och 4:e australiska divisionen attackera båda sidor om byn Bullecourt och driva ut tyskarna från sina befästa positioner och tillbaka till reservskyttegravarna. Anfallet var ursprungligen planerat att äga rum på morgonen den 10 april, men stridsvagnarna som skulle delta i anfallet hade inte hunnit fram på grund av vädret och anfallet sköts upp 24 timmar. Olyckligtvis nådde inte ordern alla enheter i tid och två bataljoner ur West Yorkshire Regiment anföll och drevs tillbaka med stora förluster. Trots protester från australiska befälhavare inleddes anfallet morgonen den 11 april. Mekaniska problem gjorde att bara 11 stridsvagnar kunde delta och den begränsade artillerielden lämnade mycket av taggtråden framför de tyska skyttegravarna oskadade. Dessutom hade det avbrutna anfallet dagen innan varnat de tyska trupperna i området att ett anfall var nära förestående, vilket gjorde att försvaret var bättre förberett än i den kanadensiska sektorn. Missledande rapporter om framstegen hos de australiska trupperna berövade dem det nödvändiga artilleristödet och, trots att enheter ur 4:e divisionen en kort period ockuperade delar av de tyska skyttegravarna, drevs de tillbaka med stora förluster. I denna sektor använde de tyska befälhavarna det elastiska försvaret korrekt och kunde göra effektiva motanfall.

## Slaget fortsätter
Trots att det inledande anfall hade lett till betydelsefulla framgångar, kunde det inte åstadkomma ett stort genombrott på någon plats och vid mitten av april avstannade offensiven. Ett stort antal tyska soldater hade transporterats till Arras-sektorn och försvaret hade hårdnat som ett resultat av förstärkningarna. Men Haig och de andra befälhavarna var beslutna att fortsätta striderna öster om Arras, delvis för att säkra de territorier man intagit under de första dagarnas offensiv och delvis hoppades de fortfarande på att kunna åstadkomma ett genombrott.

### Andra slaget vid Scarpe
Den 23 april inledde britterna ett anfall från Wancourt österut mot Vis en Artois. Enheter ur de 30:e och 50:e divisionerna hade inledande framgång och kunde inta byn Guémappe, men kunde inte avancera vidare österut och led stora förluster. Längre norrut gick tyska styrkor till motanfall i ett försök att återta Monchy le Preux, men soldater från Royal Newfoundland Regiment kunde hålla byn tills förstärkningar från den 29:e divisionen anlände. De brittiska befälhavarna bestämde sig för att inte fortsätta anfallet mot ett starkt försvar och anfallet avbröts följande dag den 24 april.

### Slaget vid Arleux
Trots att kanadensiska trupper kunnat säkra Vimy-åsen, gjorde svårigheterna att åstadkomma avancemang i söder positionen sårbar. Den 28 april anföll britter och kanadensare Arleux för att försöka säkra den syd-östra flanken på den kanadensiska positionen. Arleux intogs av kanadensiska trupper med relativ lätthet, men de brittiska trupperna som avancerade mot Gavrelle mötte hårdare motstånd. Byn var säkrad tidigt på kvällen, när ett tyskt motanfall tvingade fram en kortvarig reträtt. Enheter från 63:e divisionen sattes in och byn kunde hållas, men fortsatte anfall den 29 april ledde inte till några vidare avancemang. Trots att man uppnått målet att säkra den kanadensiska positionen på Vimy-åsen, var förlusterna höga och totalt sett var anfallet en besvikelse.

### Andra slaget vid Bullecourt

Hindenburglinjen nära Bullecourt sedd från luften.

Efter att det första anfallet vid Bullecourt misslyckats med att tränga igenom de tyska linjerna förberedde de brittiska befälhavarna ett nytt försök. Brittiskt artilleri inledde ett intensivt bombardemang av byn som var nästan helt förstörd den 20 april. Anfallet var ursprungligen planerat att äga rum den 20 april, men sköts upp ett flertal gånger och till slut genomfördes det morgonen den 3 maj. Klockan 03:45 anföll enheter ur 2:a australiska divisionen öster om Bullecourt med avsikt att tränga igenom Hindenburglinjen och inta Hendecourt, medan 62:a brittiska divisionen försökte inta själva Bullecourt. Det tyska motståndet var hårt och när offensiven avbröts den 17 maj hade mycket få av målen uppnåtts. Australierna hade tagit stora delar av de tyska skyttegravarna mellan Bullecourt och Riencourt, men hade inte kunnat ta Hendecourt. Längre västerut, hade britterna kunnat driva ut tyskarna ur Bullecourt, men till priset av stora förluster och de hade inte heller kunnat fortsätta åt nordost mot Hendecourt.

### Tredje slaget vid Scarpe
Efter att ha säkrat området kring Arleux i slutet av april, var britterna fast beslutna att sätta in ytterligare ett anfall från Monchy-le-Preux för att försöka bryta igenom Boiry Riegel och nå Wotanstellung, en större tysk defensiv fortifikation. Denna attack skulle äga rum samtidigt som australiensarnas attack vid Bullecourt, för att utsätta tyskarna för ett tvådelat anfall. De brittiska befälhavarna hoppades att detta skulle tvinga tyskarna att retirera österut. Det brittiska anfallet mot Scarpe inleddes den 3 maj, men ingen av de två delarna kunde göra några framsteg och anfallet blåstes av följande dag efter att ha lidit stora förluster. Trots att denna attack var ett misslyckande, lärde sig britterna viktiga läxor om samverkan mellan stridsvagnar, infanteri och artilleri, vilket de senare skulle använda i slaget vid Cambrai.

## Efterspel
Med västfrontens mått mätt var framgångarna de första två dagarna spektakulära. Ett stort område vanns för relativt små förluster och ett antal viktiga strategiska punkter intogs, särskilt Vimy-åsen. Dessutom drog offensiven bort tyska styrkor från den franska offensiven i Aisne-sektorn. På många sätt kan slaget ses som en seger för britterna och dess allierade, men några invändningar kan göras. För det första, efter inledande framgångarna med små förluster, stannade offensiven av och förlusterna ökade. Vid slutet av offensiven hade britterna förlorat omkring 160 000 man och tagit lite mark sen de två första dagarna. Dessutom, trots de tyska trupperna som fördes över till Arras-sektorn, var den franska offensiven i sydöst ett totalt misslyckande. Slutligen så kunde inte britterna, trots de inledande framgångarna inte åstadkomma ett genombrott och fronten återgick till ett dödläge. Trots att de flesta historiker ser slaget som en brittisk seger hade det totalt sett väldigt liten påverkan på den strategiska och taktiska situationen.